# Hals Sogn (Aalborg Kommune)
 For alternative betydninger, se Hals Sogn. (Se også artikler, som begynder med Hals Sogn)
Hals Sogn er et sogn i Aalborg Nordre Provsti (Aalborg Stift). 
I 1800-tallet var Hals Sogn et selvstændigt pastorat. Det hørte til Kær Herred i Ålborg Amt. Hals sognekommune blev ved kommunalreformen i 1970 kernen i Hals Kommune, der ved strukturreformen i 2007 indgik i Aalborg Kommune.
Hou Kirke blev opført som filialkirke i 1900, og Hou blev et kirkedistrikt i Hals Sogn. Hou Kirkedistrikt blev i 2010 udskilt som det selvstændige Hou Sogn.
I Hals Sogn ligger Hals Kirke.
I sognet findes følgende autoriserede stednavne:
- Bisnap (bebyggelse, landbrugsejendom)
- Bisnap Nord (bebyggelse)
- Bisnap Strand (bebyggelse)
- Bisnapgård (landbrugsejendom)
- Brendelsig Bæk (vandareal)
- Bryggerhuse (bebyggelse)
- Fladkær (bebyggelse)
- Galtrimmen (areal)
- Hals (bebyggelse, ejerlav)
- Hals Mose (areal)
- Hals Nørreskov (areal, bebyggelse)
- Hals Sønderskov (areal, bebyggelse)
- Hals Østermark (bebyggelse)
- Helbrechtskær (bebyggelse)
- Hou (bebyggelse, ejerlav)
- Hou Hede (bebyggelse)
- Hou Nord (bebyggelse)
- Hou Skov (areal)
- Hou Syd (bebyggelse)
- Hådybet (vandareal)
- Jyngehuse (bebyggelse)
- Koldkær (bebyggelse)
- Koldkær Bæk (vandareal)
- Kæpbakke (areal)
- Lagunen (bebyggelse)
- Lille Strandgård (bebyggelse)
- Melholt Rimmer (areal)
- Mikkelmark (bebyggelse)
- Møllestenen (bebyggelse)
- Måholt (bebyggelse)
- Nymark (bebyggelse)
- Nørreheden (bebyggelse)
- Nørrestrand (bebyggelse)
- Præstens Hede (bebyggelse)
- Rothuse (bebyggelse)
- Skovsgård (bebyggelse)
- Stokbro (bebyggelse)
- Strandgårdens Plantage (bebyggelse)
- Torndal Bæk (vandareal)
- Torndal Mark (bebyggelse)
- Torndal Strand (bebyggelse)
- Torndrup Strand (bebyggelse)
- Ulvehave (bebyggelse)
- Vandet (bebyggelse)
- Vibelunden (bebyggelse)
- Østerågård (bebyggelse, ejerlav)
- Ålebæk (bebyggelse)